# Overlord (trò chơi điện tử)
Overlord là trò chơi điện tử thể loại hành động nhập vai góc nhìn thứ ba phát triển bởi Triumph Studios và phát hành bởi Codemasters cho các hệ Xbox 360, Microsoft Windows và PlayStation 3. Trò chơi đã được phát hành vào ngày 26 tháng 6 năm 2007.
Việc phát triển đã được tiến hành đầu năm 2006 và trò chơi đã được giới thiệu vào tháng 5 cùng năm trong hội chợ giải trí điện tử (E3) năm 2006. Sau một năm phát triển trò chơi đã được phát hành năm 2007 và nhận được nhiều đánh giá tích cực. Phiên bản mở rộng có tên Overlord: Raising Hell đã phát hành vào ngày 15 tháng 2 năm 2007. Phiên bản trên hệ PlayStation 3 lấy tên Overlord: Raising Hell phát hành năm 2008 có đính kèm các bản tải về. Phiên bản tiếp theo của trò chơi là Overlord II đã phát hành vào ngày 23 tháng 6 năm 2009. Các bản ngoại truyện của trò chơi cũng được thực hiện trên các hệ máy khác như Overlord: Dark Legend dành cho hệ Wii và Overlord: Minions dành cho hệ Nintendo DS.
Trò chơi lấy bối cảnh trong một thế giới kỳ ảo nơi người chơi sẽ vào vai một chiến binh bóng tối hồi sinh được biết với tên The Overlord người có thể điều khiển binh đoàn quỷ lùn được gọi là minion. Chiến binh bóng tối này sẽ phải đánh bại bảy vị anh hùng vốn từng đứng lên chống lại sự cai trị của Overlord và giành chiến thắng, nhưng sau đó lại bắt đầu hủ bại và đi theo chính vết chân của Overlord thậm chí còn tệ hơn. Người chơi sẽ phải bắt đầu chinh phục lại từng miền đất trước kia để tái lập lại quyền lực của Overlord cũng như xây dựng lại lâu đài của mình. Với phương châm "Xấu xa... hoặc độc ác" người chơi có thể lựa chọn và thực hiện các hành động ảnh hưởng đến câu chuyện và lối chơi của trò chơi. Việc điều khiển nhân vật và chiến đấu khá giống với các trò chơi mang yếu tố hành động phiêu lưu khác như Fable, nhưng việc diều khiển các quỷ lùn xông vào trận chiến thì lại mang yếu tố chiến lược thời gian thực giống như Sacrifice. Trò chơi sử dụng yếu tố châm biếm và hài hước để giúp thư giãn ở mức tối đa với hình ảnh các minion rất hiếu động và phá phách, thiết kế nhân vật và những mẫu đối thoại hài hước.

## Phát triển
Overlord được công bố vào tháng 5 năm 2006 cho hệ máy Xbox 360 và máy tính cá nhân, trò chơi được quảng bá như là thế hệ tiếp theo của các trò chơi có phương châm "Thế giới kỳ ảo đan xen nơi mà người chơi có thể lựa chọn giữa sự xấu xa... hoặc độc ác!". Cùng với việc công bố các hình chụp màn hình và hình vẽ nghệ thuật cũng đã được tung ra. Trong hội chợ giải trí điện tử (E3) năm 2006 yêu cầu cấu hình của trò chơi đã được công bố rộng rãi, nhưng chế độ chơi nối mạng của trò chơi vẫn chưa được công bố. Trò chơi đã được phát hành vào ngày 26 tháng 6 năm 2007 tại thị trường Bắc Mỹ.
Năm 2008, Codemasters đã công bố trò chơi đang được phát triển cho hệ PlayStation 3. Nhưng phiên bản cho hệ máy này không phải là bản gốc mà là bản mở rộng đính kèm với các bản tải về Overlord: Raising Hell phát hành dưới dạng Blu-ray. Phiên bản này phát hành vào ngày 15 tháng 2 năm 2007.

## Đón nhận
Trong hội chợ giải trí điện tử (E3) năm 2006, Overlord đã giành danh hiệu Lựa chọn cho bất ngờ ấn tượng nhất của GameSpot. Tại Game Rankings trò chơi nhận được nhiều đánh giá tích cực với số điểm 77%cho hệ Xbox 360 và 81% cho hệ máy tính cá nhân.
GameSpot đã đánh giá "Việc điều khiển các quân đoàn minion gian manh và hiếu động chạy lung tung là thứ tạo được sự thỏa mãn cũng như khiến Overlord trở nên rất đáng chơi". Game Informer đã khen phong cách của trò chơi đặc biệt là các minion với nhận xét "Sư châm biếm rất hài hước, sự xấu xa được đặt lên hàng đầu nhưng các minion mới là các ngôi sao thực thụ". IGN cũng có đánh giá tương tự với nhận xét "Xấu xa, nhưng vui vẻ, hài hước" cũng như "Kết hợp với thế giới rất chi tiết khiến cho trò chơi rất đáng để nhảy vào". 1UP thì nhận xét "Nếu một minion bị toi thì hãy triệu tập thêm nhiều nữa. Xuyên suốt những sự kiện xảy ra: Bạn sẽ bắt đầu cảm thấy bị thu hút bởi những sinh vật nhỏ bé này".
Mặc dù phương châm là "Xấu xa... hoặc độc ác" thì nhiều nhiệm vụ của trò chơi cũng mang các lựa chọn có chiều hướng tốt cũng như xấu. Eurogamer đã đánh giá là do trò chơi lấy sự châm biếm làm chủ đạo nên những việc tốt được xem là "Một trong những trò đùa. Đặc biệt là phần mở đầu với điều trớ trêu khá rõ ràng là mọi người trên thế giới nghĩ bạn là người anh hùng dũng cảm mặc dù trên thực tế bạn là một tên hâm số dách". Eurogamer đã xếp Overlord vào danh sách 50 trò chơi hay nhất năm 2007.
Một số đánh giá nói về việc điều khiển có thể gây bực mình trong một số thời gian do không thể bắt kịp với nhịp điệu của trò chơi, cũng như một số lỗi nảy sinh giữa các phiên bản trên các hệ máy và khu vực phát hành. IGN đã đánh giá phiên bản tại Hoa Kỳ là 6.6 trên 10 do bị lỗi thường hay văng ra ngoài, nhưng với phiên bản tại Anh và Úc thì nó được đánh giá là 8.1 do gần như không hề có bất kỳ lỗi nào. GameSpot cũng đã đánh giá góc nhìn của phiên bản trên hệ máy tính cá nhân là khá tệ với 6 điểm, tuy nhiên sau đó đã đánh giá lại với số điểm cao hơn khi phiên bản mới được phát hành. GameSpy thì đánh giá chế độ chơi nối mạng là "sơ sài" và "không ổn định".
Khi phiên bản Overlord: Raising Hell trên hệ PS3 phát hành thì nó cũng nhận được các đánh giá khen và chê với cùng lý do giống như phiên bản trước. Tại Game Rankings trò chơi nhận được đánh giá trung bình là 75%. Eurogamer thì tiếp tục khen trò chơi với nhận xét "Chắc chắn sẽ là trò chơi hay nhất hiện có cho hệ PS3". IGN và GameSpot thì thấy trò chơi có một số lỗi kỹ thuật như tốc độ khung hình bị giảm xuống ở một vài chỗ, thời gian nạp lâu và bị cà giật khi chơi nối mạng. Game Trailers cũng thấy các lỗi tương tự nhưng nói thêm rằng "Với rất nhiều sự hài hước và nhiệm vụ dài, người chơi sẽ ngạc nhiên với những diều mà Overlord mang đến"